# Говард, Чарльз, 11-й герцог Норфолк
Чарльз Говард (англ. Charles Howard; 15 марта 1746 — 16 декабря 1815) — британский аристократ, 11-й герцог Норфолк, 9-й граф Норфолк, 11-й граф Суррей и 6-й граф-маршал Англии с 1786 года. Кавалер ордена Подвязки. При жизни отца заседал в Палате общин, был видным представителем партии тори. С 1777 по 1786 год носил титул учтивости граф Суррей. Герцог потратил значительную часть своих денег на восстановление и реконструкцию замка Арундел после того, как унаследовал отцовские титул и земли.

## Биография
Чарльз Говард родился 15 марта 1746 года и стал единственным сыном Чарльза Говарда, 10-го герцога Норфолка, и его жены Кэтрин Брокхолс. Он отказался от католицизма ради политической карьеры, но остался убежденным сторонником католической эмансипации. С 1777 года Говард носил титул учтивости граф Суррей.
В 1780—1786 годах граф заседал в Палате общин как депутат от Карлайла. В этом качестве он выступал против продолжения войны с американскими колониями, за парламентскую реформу и ликвидацию «гнилых местечек». В апреле—декабре 1783 года Говард занимал пост лорда казначейства в правительстве лорда Портленда. В 1786 году, после смерти отца, он унаследовал родовые титулы и владения, став 11-м герцогом Норфолком и 6-м графом-маршалом. Кроме того, Говард занимал посты лорда-лейтенанта Западного райдинга Йоркшира (1782—1798) и лорда-лейтенанта Сассекса (1807—1815). С первого из этих постов герцога уволили в 1798 году за то, что он произнес тост «За здоровье нашего государя — величие народа» в выражениях, неугодных королю Георгу III. Говард тратил огромные деньги на восстановление замка Арундел, поддерживал изучение местных древностей, интересовался всем, что было связано с историей его семьи.
Герцог умер бездетным 16 декабря 1815 года. Земли и титулы перешли к его кузену Бернарду Говарду.
Сохранился портрет Чарльза Говарда, написанный в 1783 году Томасом Гейнсборо.

## Семья
1 августа 1767 года будущий герцог женился первым браком на Мэриан Коппингер, дочери Джона Коппингера. Она умерла в 1768 году, родив мёртвого ребенка. 6 апреля 1771 года в Лондоне Говард женился на Фрэнсис Скудамор (10 февраля 1750 — 22 октября 1820), дочери Чарльза Фицроя-Скудамора и Фрэнсис Скудамор. Вскоре после замужества Фрэнсис сошла с ума и была заперта до самой своей смерти в 1820 году. Второй брак тоже остался бездетным.
У 11-го герцога Норфолка были внебрачные дети от нескольких любовниц. Мэри Гиббон родила ему трёх сыновей и двух дочерей, получивших фамилию Говард-Гиббон. Это были:
- Ричард[6];
- Мэтью Чарльз (1796—1873)[7];
- Эдуард Говард (1799—1849)[8];
- Мэри Элиза (1803 — ?)[9];
- Каролина (1806 — ?)[3][10].

Кроме того, внебрачными детьми герцога были Мэри Уоринг, сэр Уильям Вудс (1785—1842) и Генри Фредерик Стефенсон (1790—1858).